# Limnichus demoulini
Limnichus demoulini är en skalbaggsart som beskrevs av Delève 1968. Limnichus demoulini ingår i släktet Limnichus och familjen lerstrandbaggar. Inga underarter finns listade i Catalogue of Life.